# Sheboygan megye
Sheboygan megye az Amerikai Egyesült Államokban található, Wisconsinban. A Sheboygan folyóról van elnevezve. A 2020-as népszámláláskor 118 034-en éltek itt, megyeszékhelye Sheboygan. 1836-ban alapították, akkor még a wisconsini terület részeként. A Holyland régió egy része is itt található.

## Népesség
| Lakosok száma | 115 412 | 115 305 | 114 973 | 114 922 | 115 569 | 118 034 |
|               | 2010    | 2011    | 2012    | 2013    | 2015    | 2020    |

## Földrajza
Sheboygan megye területe 3290 km2, amelyből 2000 km2 víz és 1,320 km2 szárazföld.

### Fontos utak
- Interstate 43
- Highway 23 (Wisconsin)
- Highway 28 (Wisconsin)
- Highway 32 (Wisconsin)
- Highway 42 (Wisconsin)
- Highway 57 (Wisconsin)
- Highway 67 (Wisconsin)
- Highway 144 (Wisconsin)

### Repülőtér
A Sheboygan County Memorial Airport (KSBM) a megye egyetlen reptere.

### Szomszédos megyék
- Manitowoc megye
- Ozaukee megye
- Washington megye
- Fond du Lac megye
- Calumet megye

## Éghajlat
| Hónap                                                  | Jan. | Feb. | Már. | Ápr. | Máj. | Jún. | Júl. | Aug. | Szep. | Okt. | Nov. | Dec. | Év   |
| ------------------------------------------------------ | ---- | ---- | ---- | ---- | ---- | ---- | ---- | ---- | ----- | ---- | ---- | ---- | ---- |
| Átlagos max. hőmérséklet (°C)                          | −4,0 | −3,0 | 1,0  | 13,0 | 16,0 | 18,0 | 24,0 | 25,0 | 21,0  | 12,0 | 6,0  | −4,0 | 10,5 |
| Átlagos min. hőmérséklet (°C)                          | −9,0 | −9,0 | −5,0 | −1,0 | 6,0  | 12,0 | 15,0 | 13,0 | 12,0  | 5,0  | −2,0 | −7,0 | 2,6  |
| Átl. csapadékmennyiség (mm)                            | 66   | 61   | 82   | 160  | 123  | 133  | 106  | 96   | 77    | 133  | 71   | 78   | 1186 |
| Forrás: http://neo.sci.gsfc.nasa.gov/dataset_index.php |      |      |      |      |      |      |      |      |       |      |      |      |      |

## Települések
| - Greenbush - Herman - Holland - Lima - Lyndon - Mitchell - Mosel - Plymouth - Rhine - Russell - Scott - Sheboygan - Sheboygan Falls - Sherman - Wilson | - Adell - Cascade - Cedar Grove - Elkhart Lake - Glenbeulah - Howards Grove - Kohler - Oostburg - Random Lake - Waldo |

### Népszámlálási céllal létrehozott települések
- Gibbsville
- Greenbush
- Hingham

### Bejegyzetlen közösségek
| - Ada - Batavia - Beechwood - Cranberry Marsh - Dacada - Edwards - Franklin - German Corners - Gooseville - Haven - Hayen - Hulls Crossing | - Idlewood Beach - Johnsonville - Mosel - New Paris - Ourtown - Parnell - Rhine Center - St. Anna (részben) - Silver Creek - Weedens - Winooski |

### Szellemvárosok
- Kennedys Corners